# Association Sportive Vita Club
L'Association Sportive Vita Club è una società calcistica con sede a Kinshasa, nella Repubblica Democratica del Congo.
È una delle squadre più titolate del paese, avendo vinto 15 titoli nazionali, 10 Coppe della Rep. Dem. del Congo e una Supercoppa della Rep. Dem. del Congo. In ambito internazionale ha vinto una Coppa dei Campioni d'Africa, nel 1973.

## Palmarès

### Competizioni regionali
- Kinshasa Provincial League (EPFKIN): 6

1957, 2001, 2002, 2004, 2005, 2009
- Supercoppa di Kinshasa: 3

2002, 2005, 2006

### Competizioni nazionali
- Campionato della Repubblica Democratica del Congo: 15

1970, 1971, 1972, 1973, 1975, 1977, 1980, 1988, 1993, 1997, 2003, 2010, 2014-2015, 2017-2018, 2020-2021
- Coppa della Repubblica Democratica del Congo: 10

1971, 1972, 1973, 1975, 1977, 1981, 1982, 1983, 2001, 2024
- Supercoppa della Repubblica Democratica del Congo: 1

2015
- Challenge Papa Kalala: 2

1982, 1983

### Competizioni internazionali
- Coppa dei Campioni d'Africa: 1

1973

### Altri piazzamenti
- Campionato di calcio della Repubblica Democratica del Congo:

Secondo posto: 2011, 2012, 2013, 2015-2016, 2016-2017
Terzo posto: 2002, 2007, 2008, 2010, 2013-2014
- Coppa della Repubblica Democratica del Congo:

Finalista: 1961, 1984, 1997
- CAF Champions League:

Finalista: 1981, 2014
Semifinalista: 1978
- Coppa CAF:

Semifinalista: 1996
- Coppa delle Coppe d'Africa:

Semifinalista: 1976
- Coppa della Confederazione CAF:

Finalista: 2018
- Coppa Kagame Inter-Club:

Semifinalista: 2012